# Пестарена (Вербано-Кузио-Осола)
Пестарена је насеље у Италији у округу Вербано-Кузио-Осола, региону Пијемонт.
Према процени из 2011. у насељу је живело 77 становника. Насеље се налази на надморској висини од 1054 м.